# 大石眞
大石 眞 （おおいし まこと、1951年〈昭和26年〉8月30日 - ） は、日本の法学者。専門は憲法学・議会法・宗教法・憲法史。学位は、法学博士（東北大学・論文博士・1986年）。京都大学名誉教授。宮崎県出身。小嶋和司門下。

## 略歴
- 1970年03月 - 宮崎県立宮崎大宮高等学校卒業
- 1974年03月 - 東北大学法学部卒業
- 1975年
  - 03月 - 東北大学大学院法学研究科修士課程退学
  - 4月 - 東北大学法学部助手
- 1979年04月 - 國學院大學法学部専任講師
- 1982年04月 - 國學院大學法学部助教授
- 1986年10月 - 法学博士（東北大学）（学位論文「議院自律権の構造」）
- 1988年04月 - 千葉大学法経学部助教授
- 1990年04月 - 九州大学法学部助教授
- 1991年08月 - 九州大学法学部教授
- 1993年04月 - 京都大学大学院法学研究科教授
- 2006年04月 - 京都大学公共政策大学院教授
- 2005年から2007年まで旧司法試験第二次試験考査委員
- 2008年04月 - 京都大学公共政策大学院院長（2010年3月まで）
- 2010年04月 - 京都大学大学院法学研究科教授
- 2014年04月 - 京都大学大学院総合生存学館（思修館）教授
- 2017年04月 - 京都大学名誉教授

## 著書

### 単著
- 『議院自律権の構造』（成文堂，1988年）
- 『議院法制定史の研究』（成文堂，1990年）
- 『議院法』（信山社，1991年）
- 『日本憲法史』（有斐閣，1995年、〔第2版〕2005年）
  - 『日本憲法史』（講談社学術文庫, 2020年）
- 『日本憲法史の周辺』（成文堂，1995年）
- 『憲法と宗教制度』（有斐閣，1996年）
- 『立憲民主制』（信山社，1997年）
- 『憲法史と憲法解釈』（信山社，2000年）
- 『議会法』（有斐閣，2001年）
- 『憲法講義I』（有斐閣，2004年）
  - 『憲法講義I〔第2版〕』（有斐閣，2009年、〔第3版〕2014年）
- 『憲法講義Ⅱ』（有斐閣，2007年）
  - 『憲法講義Ⅱ〔第2版〕』（有斐閣，2012年）
- 『憲法秩序への展望』（有斐閣，2008年）、オンデマンド版2019年
- 『憲法断章―観照への旅』（信山社，2011年）
- 『権利保障への諸相』（三省堂, 2014年）
- 『統治機構の憲法構想』（法律文化社, 2016年）
- 『憲法概論Ⅰ- 総説・統治機構』（有斐閣, 2021年）
- 『憲法概論Ⅱ - 基本権保障』（有斐閣, 2021年）
- 『井上毅 - 大僚を動かして、自己の意見を貫けり』（ミネルヴァ書房〈ミネルヴァ日本評伝選〉, 2025年）

### 共著
- （小嶋和司）『憲法概観』（有斐閣，第4版・1993年／第5版・1998年／第6版・2001年／第7版・2011年）
- （長尾龍一・高見勝利）『憲法史の面白さ』（信山社, 1998年）
- （桐ヶ谷章・平野武）『憲法20条―その今日的意義を問う』（第三文明社, 2000年）
- 『憲法 Cases and Materials 人権』（有斐閣, 2005年）

（初宿正典・松井茂記・市川正人・高井裕之・藤井樹也・土井真一・毛利透・松本哲治・中山茂樹・上田健介）
- 『憲法 Cases and Materials 憲法訴訟』（有斐閣, 2007年）

（初宿正典・松井茂記・市川正人・高井裕之・藤井樹也・土井真一・毛利透・松本哲治・中山茂樹・上田健介）

### 編著
- 佐々木惣一『憲政時論集（1・2）』（信山社, 1998年）

### 共編著
- （佐藤幸治・初宿正典）『憲法50年の展望（1）統合と均衡』（有斐閣, 1998年）
- （佐藤幸治・初宿正典）『憲法50年の展望（2）自由と秩序』（有斐閣, 1998年）
- （高橋和之）『憲法の争点〔第3版〕』（有斐閣，1999年）
- （佐々木毅・久保文明・山口二郎）『首相公選を考える―その可能性と問題点』（中公新書，2002年）
- （石川健治）『憲法の争点(新・法律学の争点シリーズ 3)』（有斐閣，2008年）
- （大沢秀介）『判例憲法』（有斐閣，2009年、第2版・2012年）
- （土井真一・毛利透）『各国憲法の差異と接点―初宿正典先生還暦記念論文集』（成文堂, 2010年）
- （片桐直人・田近肇）『日本と世界の墓地埋葬法制』（信山社, 2024年）

## 論文
- 「いわゆるセクトをめぐる法律問題（一）――教会・国家関係の新局面」『法政研究』第58巻第1号（1991年）
- 「いわゆるセクトをめぐる法律問題（二）――教会・国家関係の新局面」『法政研究』第59巻第1号（1992年）
- 「いわゆるセクトをめぐる法律問題（三・完）――教会・国家関係の新局面」『法政研究』第59巻第2号（1993年）
- 「フランスの政教分離原則――その虚像と実像」『東洋学術研究』第36巻第2号（1997年）
- 「いわゆる国有境内地処分法の憲法史的考察――その合憲性の問題に寄せて」『法政研究』第66巻第2号（1999年）
- 「フランス宗教政策の多面性」『東洋学術研究』第38巻第2号（1999年）

他多数

## 記念論文集
- 『憲法改革の理念と展開 大石眞先生還暦記念〔上巻〕・〔下巻〕』（信山社，2012年）